# Bief-des-Maisons
Bief-des-Maisons é uma comuna francesa na região administrativa de Borgonha-Franco-Condado, no departamento de Jura. Estende-se por uma área de 5,79 km². Em 2010 a comuna tinha 71 habitantes (densidade: 12,3 hab./km²).